# Bukoba (valiato)
Bukoba es un valiato de Tanzania perteneciente a la región de Kagera. Su centro administrativo es la capital regional homónima, que no forma parte del valiato y es una ciudad directamente subordinada a la región.

## Transporte
La carretera principal pavimentada T4 desde Mwanza hasta la frontera con Uganda transita por el distrito rural.

## División administrativa
El valiato comprende las áreas rurales que rodean a la capital regional Bukoba (o Bukoba urbana), incluyendo las costas del lago Victoria ubicadas justo al norte y al sur de la ciudad. El lago Ikimba, igualmente pertenece al valiato.
Comprende veintinueve katas:
- Buhendangabo
- Bujugo
- Butelankuzi
- Butulage
- Ibwera
- Izimbya
- Kaagya
- Kaibanja
- Kanyangereko
- Karabagaine
- Kasharu
- Katerero
- Katoma
- Katoro
- Kemondo
- Kibirizi
- Kikomero
- Kishanje
- Kishogo
- Kyamulaile
- Maruku
- Mikoni
- Mugajwale
- Nyakato
- Nyakibimbili
- Rubafu
- Rubale
- Ruhunga
- Rukoma

## Demografía
| Gráfica de evolución de Bukoba entre 2002 y 2016 |
|                                                  |
| Fuente:Sensa - Kagera.                           |